# Антон Ульрих Брауншвейгский
Антон Ульрих Брауншвейг-Вольфенбюттельский (нем. Anton Ulrich Prinz von Braunschweig-Wolfenbüttel; 17 (28) августа 1714, Беверн, герцогство Брауншвейг-Вольфенбюттель — 4 (15) мая 1776, Холмогоры, Архангельский уезд, Архангелогородская губерния, Российская империя) — принц Брауншвейг-Беверн-Люнебургский, отец российского императора Ивана VI Антоновича, генералиссимус Российских войск (11 ноября 1740 — 6 декабря 1741). Племянник прусского короля Фридриха II, двоюродный брат российского императора Петра II и австрийской императрицы Марии Терезии.
Второй сын герцога Фердинанда Альбрехта Брауншвейг-Вольфенбюттельского (до 1735 года Брауншвейг-Бевернского) и Антуанетты Амалии Брауншвейг-Вольфенбюттельской, брат знаменитого прусского полководца принца Фердинанда Брауншвейгского, Елизаветы Кристины Брауншвейгской, супруги короля Пруссии Фридриха II и Юлианы Марии, второй жены датского короля Фредерика V (в 1772—1784 фактической правительницы страны).

## Брак с Анной Леопольдовной
Когда императрица Анна Иоанновна искала жениха для своей племянницы, принцессы Анны Мекленбург-Шверинской, то под влиянием Австрийского двора  она остановила свой выбор на Антоне, которого предложил генерал-адъютант Карл Густав Левенвольде («Австрийский двор щедро заплатил ему за то, что он способствовал выбору принца Антона Ульриха Брауншвейг-Бевернского» – К. Рондо). Последний прибыл в Россию в начале июня 1733 года совсем молодым человеком. Здесь его познакомили с Анной в надежде, что между молодыми людьми установится прочная привязанность, которая со временем перейдёт в более нежное чувство. Надежды эти не оправдались. Анна с первого же взгляда невзлюбила своего суженого, юношу невысокого роста, женоподобного, заику, очень ограниченного, но скромного, с характером мягким и податливым («Он был очень добрый малый и только. Ум отсутствовал, энергии никакой… Белолицый, подслеповатый, золотушный, очень робкий и застенчивый, он с первой же встречи не понравился нареченной своей невесте…» – К. Рондо). Тем не менее, брак этот состоялся 3 июля 1739 года; 12 августа 1740 года у них родился первенец Иван.
29 января 1734 ему был пожалован орден Святого Александра Невского и звание майора Семёновского лейб-гвардии полка. Принял участие в русско-турецкой войне в качестве волонтёра (без своего полка) в армии фельдмаршала Миниха, храбро сражался при осаде Очакова, по возвращении в столицу был произведён в генерал-майоры. В 1738 году участвовал в походе в Бессарабию, командовал сводным отрядом из трёх полков.
Когда императрица смертельно заболела, то по настоянию Бирона и Бестужева объявила Ивана Антоновича наследником престола, а Бирона — регентом.

## Регентство Бирона
Принц был очень недоволен этим завещанием; ему хотелось переменить постановление о регентстве, но недоставало смелости и умения воспользоваться благоприятной минутой. Он обращался за советом к Остерману, Кейзерлингу, но те сдерживали его, хотя и не порицали. Однако не имел никакого веса при дворе и не имел никакого влияния.
В то же время, но помимо всякого участия принца Антона Ульриха, происходило брожение в гвардии, направленное против Бирона. Заговор был открыт, главари движения — кабинет-секретарь Яковлев, офицер Семёновского полка Пустошкин и их товарищи — были наказаны кнутом, а принц Антон Ульрих, который тоже оказался скомпрометированным, был приглашён в чрезвычайное собрание кабинет-министров, сенаторов и генералитета. Здесь 23 октября, в тот самый день, когда был дан указ о ежегодной выдаче родителям юного императора 200 000 рублей, ему было строго внушено, что при малейшей попытке его к ниспровержению установленного строя с ним поступят, как со всяким другим подданным императора. Вслед за тем его заставили подписать просьбу об увольнении от занимаемых им должностей: подполковника Семёновского и полковника Кирасирского Брауншвейгского полков, и он был официально совершенно устранён от дел правления.

## Регентство Анны Леопольдовны
Бирон обращался с родителями императора пренебрежительно, открыто оскорблял их и грозился даже отобрать юного императора у матери и затем выслать Антона Ульриха с супругой из России. Слух об этом заставил Анну Леопольдовну решиться на отчаянный шаг. Она обратилась за помощью к фельдмаршалу Миниху, и последний 8 ноября 1740 года положил быстрый конец господству Бирона. Всё это, по-видимому, происходило помимо всякого участия и ведома принца Антона Ульриха. Регентство перешло к Анне Леопольдовне, Антон Ульрих же 11 ноября провозглашён был генералиссимусом (главнокомандующим) Российских войск. Отказался от получения чего-либо из имущества Бирона.

## Ссылка в Архангелогородскую губернию
Правление Анны Леопольдовны продолжалось недолго. Дворцовый переворот, произведённый в ночь с 5 на 6 декабря 1741 года, возвёл на престол Елизавету Петровну. Последняя сначала ограничилась было решением выслать Брауншвейгскую фамилию из пределов России; семья Антона находилась уже по дороге за границу, но неожиданно была арестована, заключена в Рижскую крепость, оттуда через год переведена в Динамюнде, а в январе 1744 года в бывшее имение А. Д. Меншикова Раненбург и, наконец, в конце июня 1744 года, переведена в Холмогоры Архангелогородской губернии, где была заточена 9 ноября. Кроме первенца Ивана, помещённого и позже убитого (в 1764 году в Шлиссельбургской крепости), у Анны было ещё четверо детей: две дочери — Екатерина и Елизавета и два сына — Пётр и Алексей. Первая из них родилась ещё до ссылки 26 июля 1741 года, вторая в Динамюнде, а принцы Пётр и Алексей родились уже в Холмогорах. Рождение последнего из них стоило Анне жизни (28 февраля 1746 года) — после родов она умерла от родильной горячки.
В Холмогорах ссыльные разместилась на территории архиерейского двора. Заключение семьи Антона Ульриха в Холмогорах было полно лишений; нередко она нуждалась в самом необходимом, однако иногда им присылались богатые подарки: одежда, материи, вина (однако значительная часть подарков и средств на содержание расхищались охраной). Для наблюдения за ними был определён штаб-офицер с командой; прислуживали им несколько мужчин и женщин из простого звания. Всякое сообщение с посторонними было им строго воспрещено; один лишь архангелогородский губернатор имел повеление навещать их по временам, чтобы осведомляться об их состоянии. Воспитанные вместе с простолюдинами, дети Антона Ульриха не знали другого языка, кроме русского. На содержание Брауншвейгской фамилии, на жалованье приставленным к ним людям, также на ремонт дома, который они занимали, не было назначено определённой суммы; но отпускалось из архангельского казначейства от 10 до 15 тысяч рублей ежегодно.

## Смерть
Вслед за восшествием на престол Екатерины II режим содержания заметно ослаб, Антону Ульриху было предложено удалиться из России, оставив лишь детей в Холмогорах; но он неволю с детьми предпочёл одинокой свободе. Потеряв зрение, он умер рано утром 4 мая 1776 года в возрасте 61 года. Место погребения его неизвестно. Архивные документы свидетельствуют, что тело его в ночь с 5-го на 6-е было вынесено в гробу, обитом чёрным сукном с серебряным позументом, и тихо похоронено на ближайшем кладбище внутри ограды дома, где он содержался, в присутствии одних только караульных солдат, которым было строжайше запрещено говорить о месте погребения.
В 2007 году в СМИ появилась информация об обнаружении в Холмогорах, возле северной стены церкви, примыкавшей к архиерейскому дому, останков, которые, предположительно, могли принадлежать Антону Ульриху (ранее, в 1808 году тело было случайно выкопано при ремонте ограды и вновь захоронено).

## Брауншвейгское семейство в Дании
Наконец, в 1780 году по ходатайству датской королевы Юлианы-Марии, сестры Антона Ульриха, Екатерина II решилась облегчить участь его детей, выслав их в Данию, где им был назначен для жительства городок Хорсенс в Ютландии. В ночь на 27 июня 1780 года они были перевезены в Новодвинскую крепость, а в ночь 30 июля на фрегате «Полярная звезда» принцы и принцессы отплыли от берегов России, щедро снабжённые одеждой, посудой и прочими необходимыми вещами.
Для содержания их в Хорсенсе Екатерина II назначила каждому из них пожизненную пенсию в 8000 рублей, а всем вместе — 32 000 рублей. Эта сумма выдавалась от русского двора полностью по 1807 год, то есть до кончины последней представительницы этого семейства.

## Брак и дети
Жена: с 14 (25) июля 1739, Санкт-Петербург, Анна Леопольдовна (7 (18) декабря 1718 — 7 (18) марта 1746), регентша в 1740—1741, дочь Карла Леопольда, герцога Мекленбург-Шверинского, и Екатерины Иоанновны Романовой. Супруги приходились друг другу дальними родственниками, имея общих предков, герцога Иоганна VII Мекленбургского и герцога Генрихa Брауншвейг-Данненбергского.
- Иван VI (12 (23) августа 1740 — 5 (16) июля 1764), император в 1740—1741
- Екатерина (26 июля (6 августа) 1741 — 9 (21) апреля 1807)
- Елизавета (16 (27) сентября 1743 — 9 (20) октября 1782)
- Пётр (19 (30) марта 1745 — 19 (30) января 1798)
- Алексей (27 февраля (10 марта) 1746 — 12 (23) октября 1787)
- После смерти жены в 1746 году с горя сошёлся с одной из служанок, родившей ему троих детей, существует версия, что руководитель Коммунистической партии Финляндии Отто Куусинен  является прямым внебрачным потомком принца Антона-Ульриха Брауншвейгского.